# Alküóneusz

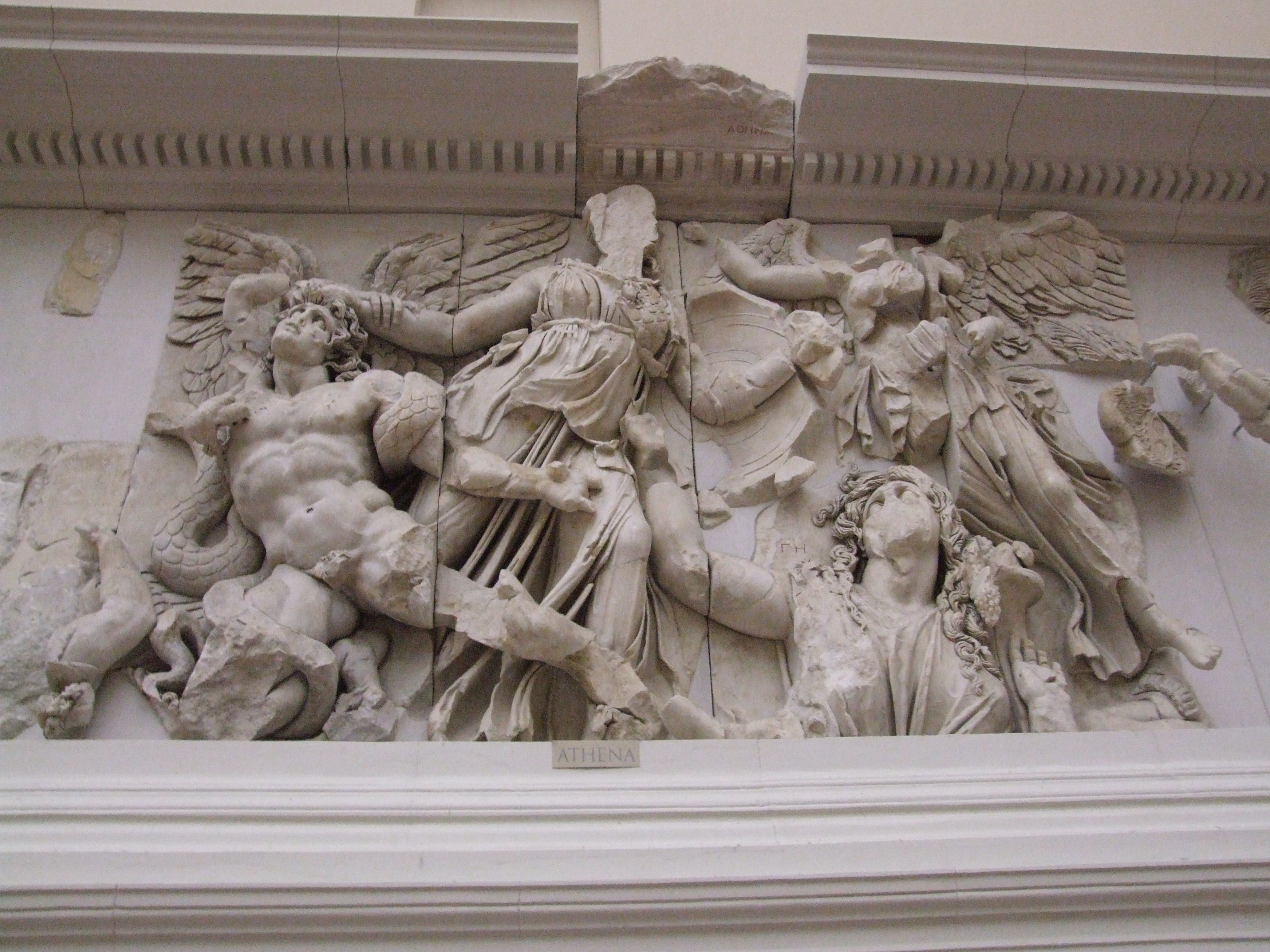
Pallasz Athéné Alküóneusz ellen (Pergamonmuseum Berlin)

Alküóneusz (görögül: Ἀλκυωνεύς) a görög mitológiában a gigászok egyike, Gaia és Uranosz fia. Elhajtotta Héliosz marháit, s ezért a Marhapásztor nevet kapta. Alküóneusz olyan hatalmas erejű volt, hogy egyetlen csapással tizenkét szekeret zúzott szét és tizenkét harcost ölt meg, de Héraklész legyőzte az olümposzi istenek és a gigászok között Phlegrai mezején lefolyt csatában (gigantomakhia). Először nyilat lőtt ki rá, de Alküóneusz sebezhetetlen volt mindaddig, míg szülőföldjén harcolt. Ekkor Héraklész elvonszolta Alküóneuszt Palléné területéről, és végzett vele.